# یواس‌اس پوهاتان (وای‌تی-۱۲۸)
یواس‌اس پوهاتان (وای‌تی-۱۲۸) (به انگلیسی: USS Powhatan (YT-128)) یک کشتی بود که طول آن ۱۱۰ فوت ۱۱ اینچ (۳۳٫۸۱ متر) بود. این کشتی در سال ۱۹۳۸ ساخته شد.